# Mexiko-Stadt E-Prix 2020
Der Mexiko-Stadt E-Prix 2020 (offiziell: 2020 CBMM Niobium Mexico City E-Prix) fand am 15. Februar auf dem Autódromo Hermanos Rodríguez in Mexiko-Stadt statt und war das vierte Rennen der FIA-Formel-E-Meisterschaft 2019/20. Es handelte sich um den fünften Mexiko-Stadt E-Prix.

## Bericht

### Hintergrund
Nach dem Santiago E-Prix führte Stoffel Vandoorne in der Fahrerwertung mit drei Punkten vor Alexander Sims und mit zehn Punkten vor Sam Bird. In der Teamwertung hatte BMW i Andretti Motorsport vier Punkte Vorsprung auf Mercedes-Benz EQ und 22 Punkte Vorsprung auf Virgin Racing.
Zum ersten Mal seit der ersten Austragung gab es bei diesem Rennen eine geänderte Streckenführung: So bog die Strecke nach der zweiten Kurve nach links ab, wo sie in Gegenrichtung der Formel-1-Streckenführung verlief. Nach einer Spitzkehre führte sie dann wieder zurück in Richtung des Foro Sol. Außerdem wurde die Schikane in der letzten Kurve entfernt. Die Streckenlänge erhöhte sich damit auf 2,606 km.
Mit Lucas di Grassi (zweimal), Jérôme D’Ambrosio und Daniel Abt (je einmal) traten drei ehemalige Sieger zu diesem Rennen an.

### Training
Im ersten freien Training fuhr Edoardo Mortara in 1:09,273 Minuten die Bestzeit vor Pascal Wehrlein und D’Ambrosio. Das Training wurde nach einem Unfall von Abt rund zehn Minuten vor dem Ende abgebrochen. Abt wurde mit dem Rettungshubschrauber in ein Krankenhaus geflogen und verpasste so das zweite freie Training und das Qualifying.
Sam Bird war im zweiten freien Training mit einer Rundenzeit von 1:07,672 Minuten Schnellster vor António Félix da Costa und Mitch Evans.

### Qualifying
Das Qualifying begann am Samstag um 11:45 Uhr und fand in vier Gruppen zu je sechs Fahrern statt, jede Gruppe hatte sechs Minuten Zeit, in der die Piloten maximal eine gezeitete Runde mit einer Leistung 200 kW und anschließend maximal eine gezeitete Runde mit einer Leistung von 250 kW fahren durften. Abt nahm nach seinem Unfall im freien Training nicht teil. Oliver Turvey blieb auf seiner Runde mit einem technischen Problem stehen. Er verpasste die 110-Prozent-Hürde und qualifizierte sich somit nicht für den E-Prix. Evans war mit einer Rundenzeit von 1:08,174 Minuten Schnellster und erhielt einen Punkt.
Die sechs schnellsten Fahrer fuhren anschließend im Superpole genannten Einzelzeitfahren die ersten sechs Positionen aus. André Lotterer sicherte sich mit einer Rundenzeit von 1:07,922 Minuten die Pole-Position und damit drei Punkte. Die weiteren Positionen belegten Evans, Wehrlein, Nyck de Vries, Buemi und Bird.
D’Ambrosio und Wehrlein wurden um jeweils 40 Startplätze nach hinten versetzt, da beiden Fahrern die beiden für die Saison zur Verfügung stehenden Getriebe gewechselt wurden. Da D’Ambrosio von Startplatz 14 aus nur um zehn Positionen zurückversetzt werden konnte, erhielt er zusätzlich eine 10-Sekunden-Stop-and-Go-Strafe. Wehrlein konnte lediglich um 21 Positionen versetzt werden, er erhielt daher eine Durchfahrtstrafe. Abt und Turvey wurde erlaubt, am Rennen teilzunehmen, da beide im freien Training ausreichend schnelle Runden gefahren waren, um sich zu qualifizieren.

### Rennen
Das Rennen ging über eine Zeit von 45 Minuten zuzüglich eine Runde. Jeder Fahrer musste den Attack-Mode dreimal aktivieren, nach der Aktivierung leistete das Fahrzeug für eine Zeit von drei Minuten maximal 235 kW statt 200 kW.
Evans gewann das Rennen vor Félix da Costa und Buemi. Die restlichen Punkteplatzierungen belegten Jean-Éric Vergne, Sims, di Grassi, Oliver Rowland, Mortara, Wehrlein und D’Ambrosio. Der Punkt für die schnellste Rennrunde unter den ersten Zehn ging an Sims.

## Meldeliste
Alle Teams und Fahrer verwendeten Reifen von Michelin.
| Team                                     | Fahrzeug                         | Nr. | Fahrer                 |
| ---------------------------------------- | -------------------------------- | --- | ---------------------- |
| DS Techeetah                             | DS E-Tense FE20                  | 13  | António Félix da Costa |
| DS Techeetah                             | DS E-Tense FE20                  | 25  | Jean-Éric Vergne       |
| Audi Sport ABT Schaeffler Formula E Team | Audi e-tron FE06                 | 11  | Lucas di Grassi        |
| Audi Sport ABT Schaeffler Formula E Team | Audi e-tron FE06                 | 66  | Daniel Abt             |
| Envision Virgin Racing                   | Audi e-tron FE06                 | 02  | Sam Bird               |
| Envision Virgin Racing                   | Audi e-tron FE06                 | 04  | Robin Frijns           |
| Nissan e.dams                            | Nissan IM02                      | 22  | Oliver Rowland         |
| Nissan e.dams                            | Nissan IM02                      | 23  | Sébastien Buemi        |
| BMW i Andretti Motorsport                | BMW iFE.20                       | 27  | Alexander Sims         |
| BMW i Andretti Motorsport                | BMW iFE.20                       | 28  | Maximilian Günther     |
| Mahindra Racing                          | Mahindra M6Electro               | 64  | Jérôme D’Ambrosio      |
| Mahindra Racing                          | Mahindra M6Electro               | 94  | Pascal Wehrlein        |
| Panasonic Jaguar Racing                  | Jaguar I-Type IV                 | 20  | Mitch Evans            |
| Panasonic Jaguar Racing                  | Jaguar I-Type IV                 | 51  | James Calado           |
| ROKiT Venturi Racing                     | Mercedes-Benz EQ Silver Arrow 01 | 19  | Felipe Massa           |
| ROKiT Venturi Racing                     | Mercedes-Benz EQ Silver Arrow 01 | 48  | Edoardo Mortara        |
| Mercedes-Benz EQ Formula E Team          | Mercedes-Benz EQ Silver Arrow 01 | 05  | Stoffel Vandoorne      |
| Mercedes-Benz EQ Formula E Team          | Mercedes-Benz EQ Silver Arrow 01 | 17  | Nyck de Vries          |
| Geox Dragon                              | Penske EV-4                      | 06  | Brendon Hartley        |
| Geox Dragon                              | Penske EV-4                      | 07  | Nico Müller            |
| NIO 333 FE Team                          | NIO FE-005                       | 03  | Oliver Turvey          |
| NIO 333 FE Team                          | NIO FE-005                       | 33  | Ma Qinghua             |
| TAG Heuer Porsche Formula E Team         | Porsche 99X Electric             | 18  | Neel Jani              |
| TAG Heuer Porsche Formula E Team         | Porsche 99X Electric             | 36  | André Lotterer         |

## Klassifikationen

### Qualifying
| Pos. | Fahrer                 | Team                                     | Zeit       | Superpole | Start |
| ---- | ---------------------- | ---------------------------------------- | ---------- | --------- | ----- |
| 01   | André Lotterer         | TAG Heuer Porsche Formula E Team         | 1:08,846   | 1:07,922  | 01    |
| 02   | Mitch Evans            | Panasonic Jaguar Racing                  | 1:08,174   | 1:07,985  | 02    |
| 03   | Pascal Wehrlein        | Mahindra Racing                          | 1:08,362   | 1:08,200  | 24    |
| 04   | Nyck de Vries          | Mercedes-Benz EQ Formula E Team          | 1:08,294   | 1:08,214  | 03    |
| 05   | Sébastien Buemi        | Nissan e.dams                            | 1:08,363   | 1:08,364  | 04    |
| 06   | Sam Bird               | Envision Virgin Racing                   | 1:08,394   | 1:08,444  | 05    |
| 07   | Robin Frijns           | Envision Virgin Racing                   | 1:08,435   | –         | 06    |
| 08   | Nico Müller            | Geox Dragon                              | 1:08,479   | –         | 07    |
| 09   | Jean-Éric Vergne       | DS Techeetah                             | 1:08,496   | –         | 08    |
| 10   | António Félix da Costa | DS Techeetah                             | 1:08,540   | –         | 09    |
| 11   | Stoffel Vandoorne      | Mercedes-Benz EQ Formula E Team          | 1:08,636   | –         | 10    |
| 12   | Edoardo Mortara        | ROKiT Venturi Racing                     | 1:08,661   | –         | 11    |
| 13   | Oliver Rowland         | Nissan e.dams                            | 1:08,726   | –         | 12    |
| 14   | Jérôme D’Ambrosio      | Mahindra Racing                          | 1:08,788   | –         | 23    |
| 15   | Brendon Hartley        | Geox Dragon                              | 1:08,878   | –         | 13    |
| 16   | Neel Jani              | TAG Heuer Porsche Formula E Team         | 1:08,880   | –         | 14    |
| 17   | Lucas di Grassi        | Audi Sport ABT Schaeffler Formula E Team | 1:08,998   | –         | 15    |
| 18   | Maximilian Günther     | BMW i Andretti Motorsport                | 1:09,098   | –         | 16    |
| 19   | James Calado           | Panasonic Jaguar Racing                  | 1:09,331   | –         | 17    |
| 20   | Alexander Sims         | BMW i Andretti Motorsport                | 1:09,376   | –         | 18    |
| 21   | Felipe Massa           | ROKiT Venturi Racing                     | 1:09,450   | –         | 19    |
| 22   | Ma Qinghua             | NIO 333 FE Team                          | 1:10,176   | –         | 20    |
| –    | Oliver Turvey          | NIO 333 FE Team                          | 2:10,061   | –         | 21    |
| –    | Daniel Abt             | Audi Sport ABT Schaeffler Formula E Team | keine Zeit | –         | 22    |

Anmerkungen
1. ↑  Wehrlein wurde wegen zweier vorzeitiger Getriebewechsel um 40 Positionen nach hinten versetzt. Da dies von Startplatz drei aus nicht vollständig möglich war, wurde der Rest der Strafe in eine Durchfahrtstrafe umgewandelt, die er im Rennen antreten musste.
2. ↑  D’Ambrosio wurde wegen zweier vorzeitiger Getriebewechsel um 40 Positionen nach hinten versetzt. Da dies von Startplatz 14 aus nicht vollständig möglich war, wurde der Rest der Strafe in eine 10-Sekunden-Stop-and-Go-Strafe umgewandelt, die er im Rennen antreten musste.
3. ↑  Obwohl er sich nicht qualifiziert hatte, wurde Turvey erlaubt zu starten, da er im freien Training ausreichend schnell gefahren war.
4. ↑  Obwohl er sich nicht qualifiziert hatte, wurde Abt erlaubt zu starten, da er im freien Training ausreichend schnell gefahren war.

### Rennen
| Pos. | Fahrer                 | Team                                     | Runden | Zeit       | Start | Schnellste Runde |
| ---- | ---------------------- | ---------------------------------------- | ------ | ---------- | ----- | ---------------- |
| 01   | Mitch Evans            | Panasonic Jaguar Racing                  | 36     | 46:42,093  | 02    | 1:11,099 (29.)   |
| 02   | António Félix da Costa | DS Techeetah                             | 36     | + 4,271    | 09    | 1:10,742 (30.)   |
| 03   | Sébastien Buemi        | Nissan e.dams                            | 36     | + 6,181    | 04    | 1:11,158 (34.)   |
| 04   | Jean-Éric Vergne       | DS Techeetah                             | 36     | + 14,331   | 08    | 1:11,250 (22.)   |
| 05   | Alexander Sims         | BMW i Andretti Motorsport                | 36     | + 19,244   | 18    | 1:10,520 (31.)   |
| 06   | Lucas di Grassi        | Audi Sport ABT Schaeffler Formula E Team | 36     | + 28,346   | 15    | 1:11,020 (31.)   |
| 07   | Oliver Rowland         | Nissan e.dams                            | 36     | + 29,750   | 12    | 1:11,266 (33.)   |
| 08   | Edoardo Mortara        | ROKiT Venturi Racing                     | 36     | + 30,204   | 11    | 1:11,657 (30.)   |
| 09   | Pascal Wehrlein        | Mahindra Racing                          | 36     | + 31,132   | 24    | 1:10,613 (32.)   |
| 10   | Jérôme D’Ambrosio      | Mahindra Racing                          | 36     | + 32,818   | 23    | 1:11,022 (34.)   |
| 11   | Maximilian Günther     | BMW i Andretti Motorsport                | 36     | + 35,512   | 16    | 1:11,649 (34.)   |
| 12   | Brendon Hartley        | Geox Dragon                              | 36     | + 36,399   | 13    | 1:11,472 (14.)   |
| 13   | Oliver Turvey          | NIO 333 FE Team                          | 36     | + 50,888   | 21    | 1:11,973 (28.)   |
| 14   | Neel Jani              | TAG Heuer Porsche Formula E Team         | 36     | + 1:04,891 | 14    | 1:11,939 (36.)   |
| –    | Stoffel Vandoorne      | Mercedes-Benz EQ Formula E Team          | 35     | NC         | 10    | 1:11,381 (22.)   |
| –    | Sam Bird               | Envision Virgin Racing                   | 31     | DNF        | 05    | 1:10,803 (11.)   |
| –    | Daniel Abt             | Audi Sport ABT Schaeffler Formula E Team | 30     | DNF        | 22    | 1:11,547 (27.)   |
| –    | Ma Qinghua             | NIO 333 FE Team                          | 25     | DNF        | 20    | 1:12,315 (25.)   |
| –    | Nyck de Vries          | Mercedes-Benz EQ Formula E Team          | 18     | DNF        | 03    | 1:11,480 (13.)   |
| –    | André Lotterer         | TAG Heuer Porsche Formula E Team         | 11     | DNF        | 01    | 1:11,925 (08.)   |
| –    | Felipe Massa           | ROKiT Venturi Racing                     | 06     | DNF        | 19    | 1:13,347 (02.)   |
| –    | Nico Müller            | Geox Dragon                              | 02     | DNF        | 07    | 1:14,125 (02.)   |
| DSQ  | James Calado           | Panasonic Jaguar Racing                  | 36     | DSQ        | 17    | 1:11,354 (33.)   |
| DSQ  | Robin Frijns           | Envision Virgin Racing                   | 36     | DSQ        | 06    | 1:11,369 (30.)   |

Anmerkungen
1. ↑  Calado wurde disqualifiziert, da er während des Rennens zu viel Energie verbraucht hatte.
2. ↑  Frijns wurde disqualifiziert, da er während des Rennens zu viel Leistung verwendet hatte.

## Meisterschaftsstände nach dem Rennen
Die ersten Zehn des Rennens bekamen 25, 18, 15, 12, 10, 8, 6, 4, 2 bzw. 1 Punkt(e). Zusätzlich gab es drei Punkte für die Pole-Position, einen Punkt für den schnellsten Fahrer nach der Qualifying-Gruppenphase und einen Punkt für den Fahrer unter den ersten Zehn, der die schnellste Rennrunde erzielte.

### Fahrerwertung
| Pos. | Fahrer                 | Team                                     | Punkte |
| ---- | ---------------------- | ---------------------------------------- | ------ |
| 01   | Mitch Evans            | Panasonic Jaguar Racing                  | 47     |
| 02   | Alexander Sims         | BMW i Andretti Motorsport                | 46     |
| 03   | António Félix da Costa | DS Techeetah                             | 39     |
| 04   | Stoffel Vandoorne      | Mercedes-Benz EQ Formula E Team          | 38     |
| 05   | Lucas di Grassi        | Audi Sport ABT Schaeffler Formula E Team | 32     |
| 06   | Sam Bird               | Envision Virgin Racing                   | 28     |
| 07   | Oliver Rowland         | Nissan e.dams                            | 28     |
| 08   | Maximilian Günther     | BMW i Andretti Motorsport                | 25     |
| 09   | Edoardo Mortara        | ROKiT Venturi Racing                     | 22     |
| 10   | André Lotterer         | TAG Heuer Porsche Formula E Team         | 21     |
| 11   | Nyck de Vries          | Mercedes-Benz EQ Formula E Team          | 18     |
| 12   | Jean-Éric Vergne       | DS Techeetah                             | 16     |

| Pos. | Fahrer            | Team                                     | Punkte |
| ---- | ----------------- | ---------------------------------------- | ------ |
| 13   | Sébastien Buemi   | Nissan e.dams                            | 15     |
| 14   | Pascal Wehrlein   | Mahindra Racing                          | 14     |
| 15   | Robin Frijns      | Envision Virgin Racing                   | 10     |
| 16   | James Calado      | Panasonic Jaguar Racing                  | 10     |
| 17   | Daniel Abt        | Audi Sport ABT Schaeffler Formula E Team | 8      |
| 18   | Jérôme D’Ambrosio | Mahindra Racing                          | 3      |
| 19   | Felipe Massa      | ROKiT Venturi Racing                     | 2      |
| 20   | Brendon Hartley   | Geox Dragon                              | 2      |
| 21   | Oliver Turvey     | NIO 333 FE Team                          | 0      |
| 22   | Nico Müller       | Geox Dragon                              | 0      |
| 23   | Neel Jani         | TAG Heuer Porsche Formula E Team         | 0      |
| 24   | Ma Qinghua        | NIO 333 FE Team                          | 0      |

### Teamwertung
| Pos. | Team                                     | Punkte |
| ---- | ---------------------------------------- | ------ |
| 01   | BMW i Andretti Motorsport                | 71     |
| 02   | Panasonic Jaguar Racing                  | 57     |
| 03   | Mercedes-Benz EQ Formula E Team          | 56     |
| 04   | DS Techeetah                             | 55     |
| 05   | Nissan e.dams                            | 43     |
| 06   | Audi Sport ABT Schaeffler Formula E Team | 40     |

| Pos. | Team                             | Punkte |
| ---- | -------------------------------- | ------ |
| 07   | Envision Virgin Racing           | 38     |
| 08   | ROKiT Venturi Racing             | 24     |
| 09   | TAG Heuer Porsche Formula E Team | 21     |
| 10   | Mahindra Racing                  | 17     |
| 11   | Geox Dragon                      | 2      |
| 12   | NIO 333 FE Team                  | 0      |